# Małgorzata Ward
Małgorzata Ward (ur. 1550 Congleton, Wielka Brytania, zm. 30 sierpnia 1588 w Tyburn) – święta katolicka, męczennica, ofiara prześladowań antykatolickich. 

## Życiorys
Pochodząca z Congleton, katoliczka była w Londynie damą dworu Miss Whitel. Zorganizowała ucieczkę więzionego ks. Wilhelma Watsona dostarczając mu sznur, a jej irlandzki kamerdyner Ryszard Flower zaopatrzył uciekiniera w ubranie. Obydwoje zostali aresztowani. Odmówiła prawa łaski, gdyż warunkiem jej uzyskania był udział w protestanckich obrzędach religijnych, nie ujawniła też miejsca pobytu uciekiniera. Została powieszona razem z ks. Ryszardem Leigh, Ryszardem Martinem i Edwardem Shelleyem, skazanych również za pomoc duchownym katolickim.
Beatyfikowana przez papieża Piusa XI 15 grudnia 1929, a 25 października 1970 kanonizowana w grupie Czterdziestu męczenników Anglii i Walii przez Pawła VI.
Jej wspomnienie obchodzone jest w dies natalis (30 sierpnia).